# كاو لي
كاو لي (بالصينية: 曹磊) (من مواليد 24 ديسمبر 1983 في تشنهوانغداو، خبي) هي رافعة أثقال صينية. نشأت في مقاطعة هيلونغجيانغ بشمال شرق الصين.